# Sombras (película de 1923)
Sombras (Schatten – Eine nächtliche Halluzination) es una película alemana de cine mudo dirigida por Arthur Robison y producida por Albin Grau en 1923. Es considerada una muestra significativa del expresionismo alemán.

## Trama
Durante una cena ofrecida por un rico barón y su esposa, cuatro de sus pretendientes asisten a la mansión alemana del siglo XIX. Un mago y animador de sombras rescata al matrimonio dando a todos los invitados una visión de lo que podría pasar si el barón se sintiera celoso y los pretendientes no frenan su acercamiento hacia la esposa.

## Reparto
- Alexander Granach como el mago.
- Fritz Kortner como el barón.
- Ruth Weyher como su esposa.
- Gustav von Wangenheim como el amante.
- Eugen Rex como sirviente.
- Lilli Herder como sirvienta.
- Fritz Rasp como sirviente.
- Karl Platina como segundo sirviente.
- Max Gülstorff como segundo caballero.
- Ferdinand von Alten como tercer caballero.
- Rudolf Klein-Rogge

## Importancia literaria
Referido en Retorno a Brideshead por el escritor británico Evelyn Waugh. La descripción de Anthony Blanche del compañero de Sebastian, Kurt: "es como el lacayo en Sombras, un matón de un alemán..." Este es presumiblemente el personaje interpretado por Fritz Rasp.